# Manfred Sauer

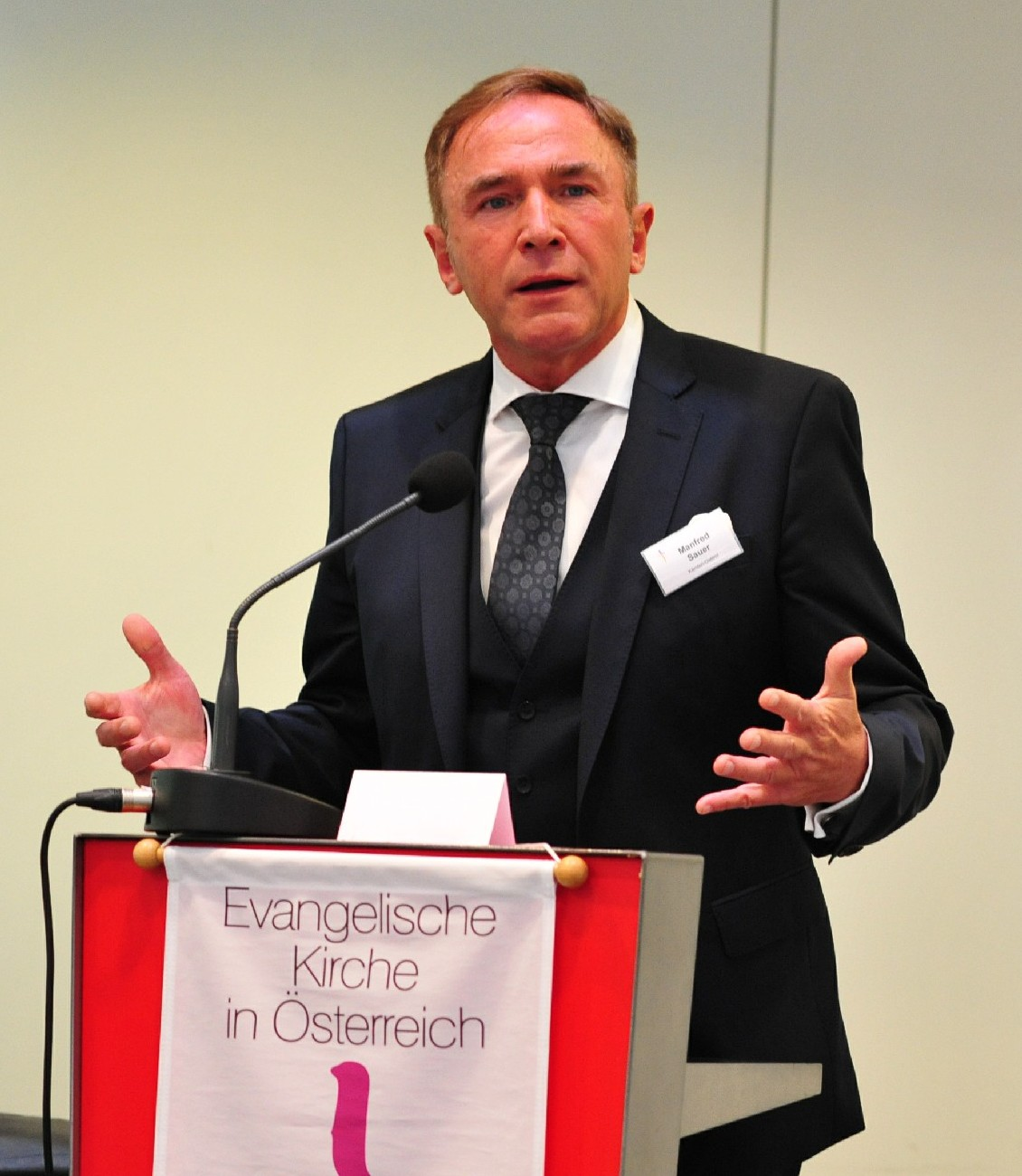
Manfred Sauer (2019)

Manfred Sauer (* 20. November 1960 in Bernstein im Burgenland) ist ein lutherischer Theologe.
Sauer studierte Theologie in Wien und Hamburg, war Vikar in Zell am See und Pörtschach und wurde 1987 Pfarrer in Pörtschach. Am 1. Jänner 2002 folgte er Joachim Rathke als Superintendent der Diözese Kärnten/Osttirol der lutherischen Evangelischen Kirche A.B. in Österreich.
Seit 1985 ist Manfred Sauer verheiratet mit Renate (geb. Lentz, ebenfalls Theologin), sie haben vier Kinder, Jakob, Paul, Gregor und Eva.
Im November 2008 verfasste Manfred Sauer einen Hirtenbrief zum Tod des Kärntner Landeshauptmannes Jörg Haider. Darin lobte er den Politiker in sehr persönlichen Worten. Die öffentlichen Reaktionen darauf waren geteilt. Die ehemalige evangelische Superintendentin Gertraud Knoll gab als Reaktion darauf ihren Austritt aus der Evangelischen Kirche bekannt.
Von der Stadt Villach erhielt er im Jahr 2014 den Ehrenring der Stadt.